# Micheil Kadżaia
Micheil Kadżaia (gruz. მიხეილ ქაჯაია ;ur. 21 lipca 1989) – gruziński, a od 2017 roku serbski zapaśnik startujący w stylu klasycznym. Dwukrotny olimpijczyk. Zajął czternaste miejsce w Tokio 2020 w kategorii 97 kg i Paryżu 2024 w tej samej wadze. 
Wicemistrz Europy w 2018; trzeci w 2023. Brązowy medalista mistrzostw świata w 2018, 2019; igrzysk śródziemnomorskich w 2018 i uniwersjady w 2013. Osiemnasty na igrzyskach europejskich w 2015 i ósmy w 2019. Dwunasty w indywidualnym Pucharze Świata w 2020 roku.